# Impasse Sainte-Henriette
L'impasse Sainte-Henriette est une voie située dans le quartier de Clignancourt du 18e arrondissement de Paris.

## Historique
Ancienne partie de l'impasse Saint-François, elle prend son nom actuel par une décision préfectorale du 11 mars 1953, sur demande des propriétaires riverains.